# WRB Esterház–Liesing
Az „ESTERHÁZ”, „HELENENTHAL”, „THERESIENFELD”, „LAXENBURG” és „LIESING” öt személyvonati szerkocsis gőzmozdony volt a Bécs-Győr Vasútnál (WRB).
1847–ben John Haswell építette az 1B-jellegű mozdonyt az „ESTERHÁZ“-at, mint leendő egységes személyvonati mozdonyt. Ezt a mozdony 1851-ben további négy ilyen építése követte. A mozdonyok belsőkeretesek, belsővezérlésűek voltak, a kereten kívül elhelyezett gőzhengerekkel.
Az öt mozdony az SStB-től a DV-hez (SB) került, ahol a 10 (1864-től 16) sorozat 282-286 pályaszámait kapták. 1872-1873 között selejtezték.

## Fordítás
- Ez a szócikk részben vagy egészben  a   WRB – Esterház bis Liesing című német Wikipédia-szócikk fordításán alapul.  Az eredeti cikk szerkesztőit annak laptörténete sorolja fel. Ez a jelzés csupán a megfogalmazás eredetét és a szerzői jogokat jelzi, nem szolgál a cikkben szereplő információk forrásmegjelöléseként.